# Volta a Espanha de 1977
A 32ª edição da Vuelta decorreu entre 26 de abril a 15 de Maio de 1977 entre as localidades de Dehesa de Campoamor e Miranda de Ebro. A corrida foi composta por recorrido de 19 etapas, num total de mais de 2785 km, com uma média de 35,294 km/h.

## Equipas participantes
| Equipa           | Chefe de filas        |
| KAS              | José Pesarrodona      |
| Frisol - Gazelle | Luis Ocaña            |
| Novostil - Gios  | Luis Alberto Ordiales |
| EBO - Superia    | Ferdi Van den Haute   |

| Equipa              | Chefe de filas    |
| Teka                | Joaquim Agostinho |
| Flandria - Latina   | Freddy Maertens   |
| Magniflex - Torpado | Giuseppe Perletto |

## Etapas
| Etapa   | data        | Etapa                        | Km        | Vencedor da etapa              | Líder da classificação geral |
| Prólogo | 26 de abril | Dehesa de Campoamor          | 8 (CRI)   | Freddy Maertens Bélgica        | Freddy Maertens Bélgica      |
| 1ª      | 27 de abril | Dehesa de Campoamor-La Manga | 115       | Freddy Maertens Bélgica        | Freddy Maertens Bélgica      |
| 2ª      | 28 de abril | La Manga-Murcia              | 161       | Freddy Maertens Bélgica        | Freddy Maertens Bélgica      |
| 3ª      | 29 de abril | Murcia-Benidorm              | 200       | Fedor Den Hertog Países Baixos | Freddy Maertens Bélgica      |
| 4ª      | 30 de abril | Benidorm                     | 8,3 (CRI) | Michel Pollentier Bélgica      | Freddy Maertens Bélgica      |
| 5ª      | 1 de Maio   | Benidorm-El Saler            | 159       | Freddy Maertens Bélgica        | Freddy Maertens Bélgica      |
| 6ª      | 2 de Maio   | Valencia-Teruel              | 170       | Freddy Maertens Bélgica        | Freddy Maertens Bélgica      |
| 7ª      | 3 de Maio   | Teruel-Alcalá de Chivert     | 204       | Freddy Maertens Bélgica        | Freddy Maertens Bélgica      |
| 8ª      | 4 de Maio   | Alcalá de Chivert-Tortosa    | 141       | Freddy Maertens Bélgica        | Freddy Maertens Bélgica      |
| 9ª      | 5 de Maio   | Tortosa-Salou                | 144       | Freddy Maertens Bélgica        | Freddy Maertens Bélgica      |
| 10ª     | 6 de Maio   | Salou-Barcelona              | 144       | Cees Priem Países Baixos       | Freddy Maertens Bélgica      |
| 11ªa    | 7 de Maio   | Barcelona                    | 3,8 (CRI) | Freddy Maertens Bélgica        | Freddy Maertens Bélgica      |
| 11ªb    | 7 de Maio   | Barcelona                    | 45        | Freddy Maertens Bélgica        | Freddy Maertens Bélgica      |
| 12ª     | 8 de Maio   | Barcelona-Igualada           | 198       | Giuseppe Perletto Itália       | Freddy Maertens Bélgica      |
| 13ª     | 9 de Maio   | Igualada-Seo de Urgel        | 135       | Freddy Maertens Bélgica        | Freddy Maertens Bélgica      |
| 14ª     | 10 de Maio  | Seo de Urgel-Monzón          | 200       | Carlos Melero Espanha          | Freddy Maertens Bélgica      |
| 15ª     | 11 de Maio  | Monzón-Formigal              | 166       | Pedro Torres Espanha           | Freddy Maertens Bélgica      |
| 16ª     | 12 de Maio  | Formigal-Cordovilla          | 170       | Freddy Maertens Bélgica        | Freddy Maertens Bélgica      |
| 17ª     | 13 de Maio  | Cordovilla-Bilbau            | 183       | Luis Alberto Ordiales Espanha  | Freddy Maertens Bélgica      |
| 18ª     | 14 de Maio  | Bilbau-Urkiola               | 126       | José Nazabal Espanha           | Freddy Maertens Bélgica      |
| 19ª     | 15 de Maio  | Durango-Miranda de Ebro      | 104       | Freddy Maertens Bélgica        | Freddy Maertens Bélgica      |

## Classificações
| \| 1. \| Freddy Maertens \| Bélgica \| FLA \| 78h 54' 36s \| \| \| 2. \| Miguel María Lasa \| Espanha \| TEK \| a 2' 51s \| \| \| 3. \| Klaus Peter Thaler \| Alemanha \| TEK \| a 3' 23s \| \| \| 4. \| Domingo Perurena \| Espanha \| KAS \| a 4' 45s \| \| \| 5. \| José Luis Viejo \| Espanha \| KAS \| a 5' 14s \| \| \| 6. \| Michel Pollentier \| Bélgica \| FLA \| a 5' 35s \| \| \| 7. \| Gary Clively \| Austrália \| MAG \| a 7' 06s \| \| \| 8. \| José Pesarrodona \| Espanha \| KAS \| a 9' 32s \| \| \| 9. \| Pedro Torres \| Espanha \| TEK \| a 10' 29s \| \| \| 10. \| José Antonio González Linares \| Espanha \| KAS \| a 11' 18s \| \| |                               |           |     |             |  |
| 1. | Freddy Maertens               | Bélgica   | FLA | 78h 54' 36s |  |
| 2. | Miguel María Lasa             | Espanha   | TEK | a 2' 51s    |  |
| 3. | Klaus Peter Thaler            | Alemanha  | TEK | a 3' 23s    |  |
| 4. | Domingo Perurena              | Espanha   | KAS | a 4' 45s    |  |
| 5. | José Luis Viejo               | Espanha   | KAS | a 5' 14s    |  |
| 6. | Michel Pollentier             | Bélgica   | FLA | a 5' 35s    |  |
| 7. | Gary Clively                  | Austrália | MAG | a 7' 06s    |  |
| 8. | José Pesarrodona              | Espanha   | KAS | a 9' 32s    |  |
| 9. | Pedro Torres                  | Espanha   | TEK | a 10' 29s   |  |
| 10. | José Antonio González Linares | Espanha   | KAS | a 11' 18s   |  |

| \| 1. \| Freddy Maertens \| Bélgica \| FLA \| 369 pontos \| \| 2. \| Klaus Peter Thaler \| Alemanha \| TEK \| 173 pontos \| \| 3. \| José Luis Viejo \| Espanha \| KAS \| 131 pontos \| |                    |          |     |            |
| 1. | Freddy Maertens    | Bélgica  | FLA | 369 pontos |
| 2. | Klaus Peter Thaler | Alemanha | TEK | 173 pontos |
| 3. | José Luis Viejo    | Espanha  | KAS | 131 pontos |

| \| 1. \| Pedro Torres \| Espanha \| TEK \| 134 pontos \| \| 2. \| Andrés Oliva \| Espanha \| KAS \| 115 pontos \| \| 3. \| Ludo Loos \| Bélgica \| EBO \| 91 pontos \| |              |         |     |            |
| 1. | Pedro Torres | Espanha | TEK | 134 pontos |
| 2. | Andrés Oliva | Espanha | KAS | 115 pontos |
| 3. | Ludo Loos    | Bélgica | EBO | 91 pontos  |

| \| 1. \| Freddy Maertens \| Bélgica \| FLA \| 15 pontos \| |                 |         |     |           |
| 1.                                                         | Freddy Maertens | Bélgica | FLA | 15 pontos |

| \| 1. \| Teka \| Espanha \| TEK \| 236h 14' 43s \| |      |         |     |              |
| 1.                                                 | Teka | Espanha | TEK | 236h 14' 43s |